# Liste des monuments historiques de Cannes
La liste qui suit présente les édifices de la ville de Cannes protégés au titre des monuments historiques et répertoriés dans la base Mérimée du ministère français de la Culture.

## Liste
| Monument                                     | Commune | Adresse                                                                     | Coordonnées                      | Notice         | Protection | Date | Illustration                                 |
| -------------------------------------------- | ------- | --------------------------------------------------------------------------- | -------------------------------- | -------------- | ---------- | ---- | -------------------------------------------- |
| Monastère fortifié de l'abbaye de Lérins     | Cannes  | Île Saint-Honorat Îles de Lérins                                            | 43° 30′ 19″ nord, 7° 02′ 52″ est | « PA00080693 » | Classé     | 1840 | Monastère fortifié de l'abbaye de Lérins     |
| Chapelle Saint-Sauveur                       | Cannes  | Île Saint-Honorat Îles de Lérins                                            | 43° 30′ 30″ nord, 7° 02′ 27″ est | « PA00080691 » | Classé     | 1886 | Chapelle Saint-Sauveur                       |
| Chapelle de la Trinité                       | Cannes  | Île Saint-Honorat Îles de Lérins                                            | 43° 30′ 28″ nord, 7° 03′ 14″ est | « PA00080692 » | Classé     | 1886 | Chapelle de la Trinité                       |
| Fours à boulets de l'île Saint-Honorat       | Cannes  | Île Saint-Honorat Îles de Lérins                                            | 43° 30′ 28″ nord, 7° 03′ 14″ est | « PA00080694 » | Classé     | 1908 | Fours à boulets de l'île Saint-Honorat       |
| Fort royal de l'île Sainte-Marguerite        | Cannes  | Île Sainte-Marguerite Îles de Lérins                                        | 43° 31′ 23″ nord, 7° 02′ 38″ est | « PA00080696 » | Classé     | 1927 | Fort royal de l'île Sainte-Marguerite        |
| Batterie de la Convention                    | Cannes  | Île Sainte-Marguerite Îles de Lérins                                        | 43° 31′ 01″ nord, 7° 04′ 06″ est | « PA00080695 » | Classé     | 1933 | Batterie de la Convention                    |
| Chapelle de la Miséricorde                   | Cannes  | Rue Forville Le Suquet                                                      | 43° 33′ 07″ nord, 7° 00′ 40″ est | « PA00080688 » | Inscrit    | 1933 | Chapelle de la Miséricorde                   |
| Tour du Suquet                               | Cannes  | Place de la Castre Le Suquet                                                | 43° 33′ 01″ nord, 7° 00′ 37″ est | « PA00080689 » | Classé     | 1937 | Tour du Suquet                               |
| Chapelle Sainte-Anne                         | Cannes  | Place de la Castre Le Suquet                                                | 43° 33′ 01″ nord, 7° 00′ 37″ est | « PA00080689 » | Classé     | 1937 | Chapelle Sainte-Anne                         |
| Église Notre-Dame-d'Espérance                | Cannes  | Place de la Castre Le Suquet                                                | 43° 33′ 01″ nord, 7° 00′ 37″ est | « PA00080689 » | Classé     | 1937 | Église Notre-Dame-d'Espérance                |
| Hôtel Carlton                                | Cannes  | 58 boulevard de la Croisette Rue du Canada Rue François-Einery La Croisette | 43° 32′ 58″ nord, 7° 01′ 38″ est | « PA00080929 » | Inscrit    | 1989 | Hôtel Carlton                                |
| Kiosque à musique                            | Cannes  | Rue Félix-Faure Promenade de la Pantiero Centre-ville                       | 43° 33′ 06″ nord, 7° 00′ 50″ est | « PA00080930 » | Inscrit    | 1990 | Kiosque à musique                            |
| Parc et jardins de la villa Champfleuri      | Cannes  | 44 à 48 avenue du Roi-Albert et 14 à 30 avenue de la Favorite La Californie | 43° 33′ 04″ nord, 7° 02′ 45″ est | « PA00080931 » | Inscrit    | 1990 | Parc et jardins de la villa Champfleuri      |
| Villa Domergue                               | Cannes  | Impasse Fiesole Avenue Fiesole La Californie                                | 43° 33′ 35″ nord, 7° 02′ 28″ est | « PA00080954 » | Inscrit    | 1990 | Villa Domergue                               |
| Villa Rothschild                             | Cannes  | 7 avenue Jean-de-Noailles La Croix-des-Gardes                               | 43° 33′ 06″ nord, 7° 00′ 09″ est | « PA00080690 » | Classé     | 1991 | Villa Rothschild                             |
| Parc Vallombrosa et ancien hôtel du Parc     | Cannes  | 6 avenue Jean-de-Noailles La Croix-des-Gardes                               | 43° 33′ 07″ nord, 7° 00′ 18″ est | « PA00125702 » | Inscrit    | 1993 | Parc Vallombrosa et ancien hôtel du Parc     |
| Villa Romée                                  | Cannes  | 5 esplanade du Golfe La Croix-des-Gardes                                    | 43° 32′ 59″ nord, 6° 59′ 44″ est | « PA00132714 » | Inscrit    | 1994 | Villa Romée                                  |
| Monument aux morts de la guerre de 1914-1918 | Cannes  | Allées de la Liberté Promenade de la Pantiero Le Suquet                     | 43° 33′ 04″ nord, 7° 00′ 46″ est | « PA06000036 » | Inscrit    | 2010 | Monument aux morts de la guerre de 1914-1918 |
| Tombeau de Prosper Mérimée                   | Cannes  |                                                                             | 43° 33′ 24″ nord, 7° 00′ 10″ est | « PA06000053 » | Inscrit    | 2019 | Tombeau de Prosper Mérimée                   |
| Saint George's Church                        | Cannes  | 29 avenue du Roi-Albert-1er                                                 | 43° 33′ 06″ nord, 7° 02′ 27″ est | « PA06000057 » | Inscrit    | 2020 | Saint George's Church                        |
| Ensemble orthodoxe Saint-Michel-Archange     | Cannes  | 40, av. Alexandre-III                                                       | 43° 32′ 46″ nord, 7° 02′ 23″ est | « PA06000070 » | Inscrit    | 2022 | Ensemble orthodoxe Saint-Michel-Archange     |